# II. Henemetnoferhedzset
II. Henemetnoferhedzset (Weret) ókori egyiptomi királyné a XII. dinasztia idején, III. Szenuszert fáraó négy ismert feleségének egyike Meretszeger, Noferhenut és (valószínűleg) Szithathorjunet mellett.
Neve egyezik egy, a korban gyakori királynéi címmel: a henemetnoferhedzset jelentése: „aki egy a fehér koronával”. Mellékneve, a Weret jelentése: nagy(obb), idősebb; valószínűleg így különböztették meg egy azonos nevű hölgytől.
Említik férje két szobrán (ma a British Museumban, illetve az Egyiptomi Múzeumban, utóbbi eredetileg Hérakleopoliszban). A dahsúri piramiskomplexum IX. piramisában temették el, ékszerei itt kerültek elő 1994-ben.
Címei: „A király felesége”, „A jogar úrnője”.